# Лавиния
Лавиния (на латински: Lāuīnĭa) в римската митология е дъщеря на Латин и Амата.
Латин, мъдрия цар на латините приютил бягащия от разрушената Троя Еней и неговата армия и им позволил да се организират живота в Лациум. Дъщерята на Латин, Лавиния била обещана за жена на Турн, царя на рутулите. Ядосан, че е бил предпочетен пред един чужденец, той обявява война едновременно на Еней и на Латин. Рутулите са победени във войната и Турн е убит, но латините губят Латин. Основан е град, който Еней нарекъл Лавиний на името на съпругата си.
Еней и Лавиния имат един син – Силвий, а според Ливий – Асканий.